# Clodius Gallus
Clodius Gallus (sein Praenomen ist nicht bekannt) war ein im 2. Jahrhundert lebender römischer Politiker.
Durch Militärdiplome ist belegt, dass Gallus im Jahr 142 Statthalter der Provinz Dacia Porolissensis war.
Bei diesem Statthalter könnte es sich um den gleichnamigen Tribun der equites singulares Augusti handeln, der auf Militärdiplomen aus der Regierungszeit des Kaisers Hadrian bezeugt ist.